# Devdas
Devdas (en hindi देवदास) es una película india de 2002 basada en la novela homónima de Sharat Chandra Chattopadhyay. Devdas fue dirigida por Sanjay Leela Bhansali e interpretada por Shahrukh Khan, Aishwarya Rai, Madhuri Dixit, Jackie Shroff, Kiron Kher, Smita Jayka.

## La película
Devdas (Shah Rukh Khan) y Paro (Aishwarya Rai) han compartido una unión especial desde la infancia y es puesto a prueba cuando Devdas es enviado a Inglaterra a continuar sus estudios Paro espera por él y enciende una vela que significa su amor interminable por Devdas. Cuando él finalmente retorna el mundo de Paro se enciende otra vez. Su amor es apoyado completamente por la madre de Paro, Sumitra, que está llena de vida y alegría. Sin embargo, gracias a una cuñada entrometida, la historia de amor toma un giro infortunado, después de que la madre de Devdas, Kaushalya, insulta a Sumitra y se niega a aceptar a Paro como su nuera. Sumitra, dolida arregla la boda de Paro con Zamindar un rico viudo. Dolido por el giro de los eventos, Devdas recurre a su amigo de colegio Chunni Babu quien abre los ojos de Devdas hacia el mundo del alcohol y las prostitutas (en el film llamadas cortesanas). Luego ingresa Chandramukhi (Madhuri Dixit) una reconocida prostituta que se enamora del correcto Devdas. Tristemente, ni siquiera su amor puede salvar al perdido Devdas, que rápidamente se convierte en un alcohólico. El dolor de su amor perdido puede ser adormecido solo por el alcohol y es el que al final consume la vida de Devdas.

## Nominaciones
- Mejor actriz por Aishwarya Rai.
- Ganadora de 8 Zee Cine Awards 2002.
- Ganadora de 11 Annual Stars Screen Awards 2003.
- Nominada al mejor film de lengua no inglesa en los BAFTA del 2003.
- Fue la película seleccionada por la India para los Oscars del 2003.

## Emitir
El elenco se detalla a continuación:
- Shah Rukh Khan como Devdas Mukherjee
- Aishwarya Rai como Parvati "Paro"
- Madhuri Dixit como Chandramukhi
- Jackie Shroff como Chunnilal
- Kirron Kher como Sumitra Chakraborty
- Smita Jaykar como Kaushalya Mukherjee
- Manoj Joshi como Dwijdas Mukherjee
- Ananya Khare como Kumud Mukherjee
- Milind Gunaji como Kalibabu
- Dina Pathak como la madre de Bhuvan
- Vijayendra Ghatge como Bhuvan Choudhry
- Tiku Talsania como Dharamdas
- Jaya Bhattacharya como Manorama
- Sunil Rege como Neelkanth Chakraborty
- Vijay Crishna como el Sr. Narayan Mukherjee
- Amardeep Jha como la madre de Kalibabu
- Apara Mehta como Badi Aapa
- Muni Jha como Kaká
- Radhika Singh como Yashomati
- Disha Vakani como Sakhi

## Novedades
- Chandramukhi, Madhuri Dixit estaba embarazada mientras rodaba la película.
- Después del Devdas de Sanjay Leela Bhansali, fijan al director Anurag Kashyap para hacer la versión moderna de Devdas con Abhay Deol que desempeñara el papel principal.
- Este film se dice es el más caro jamás hecho en Bollywood.

## Relacionados
- Página oficial Devdas
- Video Re Dola
- Video Maar dala
- Trailer devdas

- Datos: Q247854
- Multimedia: Devdas (2002 film) / Q247854